# Barry Wilmore
Barry Eugene Wilmore, detto Butch (Murfreesboro, 29 dicembre 1962), è un ex astronauta statunitense.
Ha partecipato a una missione di breve durata STS-129 come pilota dello Space Shuttle Atlantis (2009) e una missione di lunga durata Sojuz TMA-14M (Expedition 41/42) (2014) a bordo della Stazione spaziale internazionale. Il 5 giugno 2024 alle 14:52 UTC è tornato nello spazio come comandante della missione di prova Boe-CFT della navicella Starliner Calypso.

## Biografia

### Formazione
Ha conseguito una laurea e un master ingegneria elettrica alla Tennessee Technological University e un secondo master in Sistemi dell’aviazione all'Università del Tennessee.

### Carriera come pilota
Durante la carriera di pilota e ufficiale navale della Marina statunitense, Wilmore ha completato quattro dispiegamenti operativi, pilotando gli aerei A-7E e FA 18 dalle portaerei USS Forrestal, USS Kennedy, USS Enterprise e USS Eisenhower. Ha volato in numerose missioni di combattimento a sostegno delle operazioni Desert Storm, Desert Shield e Southern Watch sui cieli dell'Iraq, oltre che in Bosnia per gli Stati Uniti e la NATO. Come pilota collaudatore della Marina, Wilmore ha partecipato a tutti gli aspetti dello sviluppo iniziale del T-45 jet trainer per ottenere la certificazione di atterraggio dell’aereo sulle portaerei e test di volo con alto angolo d'attacco.
È stato inoltre istruttore dei test di volo dei sistemi e ad ala fissa all'United States Naval Test Pilot School (USNTPS). Prima della sua selezione alla NASA, ha lavorato per la aviazione come istruttore dei test di volo presso l'Air Force Test Pilot School dell'Edwards Air Force Base, California. Wilmore ha accumulato più di 7 000 ore di volo e 663 atterraggi sulle portaerei. Al 2019 è ancora in servizio alla Marina come capitano.

### Carriera come astronauta
Wilmore venne selezionato come pilota della NASA nel luglio del 2000, iniziando l'addestramento in agosto dello stesso anno. Concluso l'addestramento due anni, è stato assegnato a compiti tecnici dell'Ufficio astronauti in attesa di venir assegnato ad una missione. Nel 2011 è stato CAPCOM dell'ultima missione Shuttle STS-135.

#### STS-129
Il 16 novembre 2009 è partito per la sua prima missione, l'STS-129, come pilota dello Shuttle Atlantis. La missione aveva come obiettivo la consegna di due Express Logistics Carrier (ELC) e hardware per la Stazione, di cui due giroscopi di ricambio, due serbatoi di azoto, due pompe, un serbatoio di ammoniaca e un Latching end-effector per il braccio robotico della Spaziale (ISS), il Canadarm2. Wilmore ha supportato le tre attività extraveicolari (EVA) dell'STS-129 manovrando il braccio robotico dall'interno della Stazione. È tornato sulla Terra dieci giorni dopo atterrando nella Pista 33 del NASA Shuttle Landing Facility.

#### Sojuz TMA-14M (Expedition 41/42)
È partito nuovamente per la ISS il 25 settembre 2014 a bordo della Sojuz TMA-14M con il comandante Sojuz Aleksandr Samokutjaev e l'ingegnere di volo1 Elena Serova, la prima cosmonauta russa a partecipare ad una missione di lunga durata sulla ISS. Durante la sua permanenza a bordo ha svolto ricerca scientifica, manutenzione e quattro EVA con i colleghi Reid Wiseman e Terry Virts, accumulando 25 ore e 36 minuti all'esterno della Stazione. A novembre, dopo la partenza della Sojuz TMA-13M, ha ottenuto il comando della Stazione per l'Expedition 42. È tornato sulla Terra con l'equipaggio della Sojuz TMA-14M atterrando nelle steppe del Kazakistan il 12 marzo 2015, dopo aver trascorso 167 giorni nello spazio.

##### Situazione d'emergenza

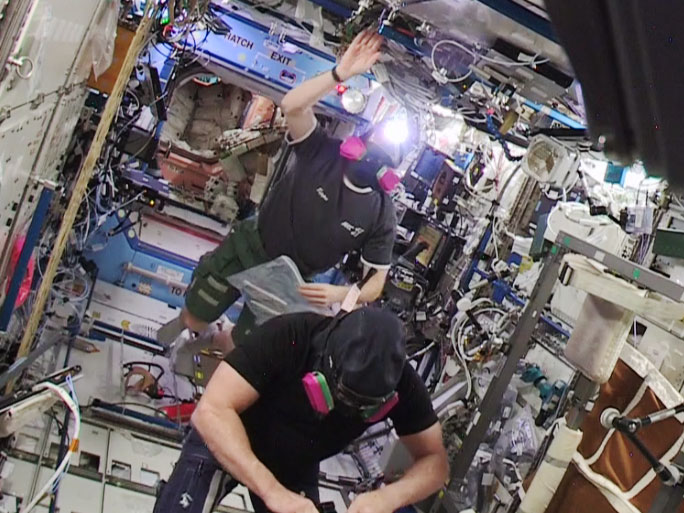
Wilmore e Virts rientrano nel segmento americano con addosso le maschere contro l'ammoniaca

Il 14 gennaio 2014 verso le 9:00 UTC ha dovuto ricoprire il ruolo di comandante quando è suonato un allarme di perdita di ammoniaca nel Segmento americano. L'equipaggio dell'Expedition 42 si è quindi rifugiato nel Segmento russo, che non utilizza un sistema di raffreddamento con l'ammoniaca, in attesa che il Centro di controllo missione di Houston monitorasse la situazione per capire se era presente una vera perdita o se si trattava solo di un falso allarme. Alle 19:00, dopo aver ricevuto l'autorizzazione del Direttore di volo, Wilmore e Virts hanno indossato le maschere per l'ammoniaca e son entrati nel Segmento americano per prelevare campioni dell'aria, che hanno dato esito negativo permettendo all'equipaggio di togliersi le maschere e controllare personalmente lo stato dei moduli.

#### Boe-CFT
Nel luglio 2018 è stato assegnato come membro dell'equipaggio di riserva della missione di prova Boe-CFT e del primo volo operativo Boeing Starliner-1 dello Starliner. Nell'ottobre 2020 è stato riassegnato come comandante della Boe-CFT, sostituendo l'astronauta Boeing Christopher Ferguson. Dopo innumerevoli ritardi, Wilmore è tornato nello spazio per la sua terza missione il 5 giugno 2024 alle 14:52 UTC a bordo del veicolo Boeing Starliner Calypso con il quale ha raggiunto la ISS per trascorrerci una settimana. Farà ritorno sulla Terra il 14 giugno 2024 atterrando al White Sands Missile Range di Nuovo Messico.

## Vita privata
Wilmore è sposato con Deanna Wilmore con cui ha avuto due figlie. Durante l'università era letterman e capitano della squadra di football della Tennessee Technological University.